# Theodor Novotny
Theodor Novotny (* 10. September 1860 in Polná, Mähren; † 3. August 1942 in Wien) war ein österreichischer Schiffsingenieur. 1919 wurde er zum General-Schiffbauingenieurs der Österreichischen Marine ernannt, einem Titel, der gleichrangig war mit einem General. Novotny war maßgeblich beteiligt am Ausbau der Flotte und hatte einen ausgezeichneten Ruf. 

## Leben und Werk
Theodor Novotny studierte an der Technischen Hochschule Wien in den Jahren von 1879 bis 1885 Maschinenbau. 1886 trat er in die Österreichische Marine ein. Novotny arbeitete im Seearsenal in Pola. Hier arbeitete er auch mit Franz Pitzinger zusammen. In den folgenden Jahren hatte Novotny die Bauleitung bei verschiedenen Schiffsneubauten inne. So wurden unter seiner Leitung die Schiffe Kaiserin Elisabeth und Kaiserin und Königin Maria Theresia realisiert. 
Ab 1901 wirkte er maßgeblich in den Werften von Triest und führte die Bauleitung des neuen dortigen Schwimmdocks. 
Theodor Novotny leitete den Bau des modernen Rapidkreuzers Admiral Spaun. Auch für die von Siegfried Popper und Franz Pitzinger entworfene Viribus Unitis übernahm Novotny die Bauleitung. 
Ab 1912 war er Schiffbaudirektor des Seearsenals in Pola. Im Ersten Weltkrieg war seine Hauptaufgabe die Instandsetzung und der Bau von Kriegsgerät für die Marine.
Theodor Novotny starb am 3. August 1942 und wurde am 8. August auf dem Wiener Zentralfriedhof beigesetzt.

„In Wien starb der Marine-Generalschiffbauingenieur der ehemaligen k. u. k. Kriegsmarine Diplomingenieur Theodor Nowotny [sic!] im 82. Lebensjahr. Der Verstorbene war der letzte Schiffsbaudirektor des Seearsenals in Pola und ein außerordentlich verdienter, hervorragender Schiffbaufachmann, der sich allseits größter Wertschätzung erfreute.“